# Wiegenlied (Brahms)
Wiegenlied (em português Canção de Ninar) de Johannes Brahms é a Op. 49, nº 4, originalmente escrito para voz e piano, publicado em 1868.

## Composição e estréia
A canção de ninar foi dedicada à amiga de Brahms, Bertha Faber, por ocasião do nascimento de seu segundo filho.  Brahms tinha sido apaixonado por ela em sua juventude e construiu a melodia do "Wiegenlied" para sugerir, como uma contra-melodia oculta, uma música que ela costumava cantar para ele.  A canção de ninar foi realizada pela primeira vez em público em 22 de dezembro de 1869 em Viena por Louise Dustmann (cantora) e Clara Schumann (piano).